# Helmut Sandmann
Helmut Sandmann (* 21. Dezember 1944 in Hamburg) ist ein ehemaliger deutscher Fußballspieler des Hamburger SV, der es in den Jahren 1965 bis 1973 in der Fußball-Bundesliga zu 195 Einsätzen mit zwei Toren gebracht hat.

## Laufbahn

### Jugend und Start im Seniorenbereich, 1954 bis 1965
In der Jugendabteilung des Wandsbeker FC (seit 1998 TSV Wandsetal) durchlief der Schüler Helmut Sandmann sämtliche Altersklassen. Die sportliche Entwicklung gipfelte im Jahre 1963 im Einsatz in der UEFA-Jugendauswahl des DFB. Fünf Länderspiele wurden ausgetragen, in allen Begegnungen war der schnelle Mann am rechten Flügel aus Wandsbek für Deutschland im Einsatz. Die Flügelzange bildeten Sandmann und Günter Netzer vom 1. FC Mönchengladbach. Zuerst standen zwei Qualifikationsspiele gegen Österreich im Frühjahr 1963 auf dem Programm, dann das UEFA-Turnier im April in England. Klaus Zaczyk vom VfL Marburg, ab 1969 Mannschaftskamerad beim HSV, hatte die Verbinderrolle auf halbrechts inne. Zur Saison 1963/64 schloss sich der Nachwuchsspieler der Amateurabteilung des Hamburger SV an. In den folgenden zwei Runden bei den HSV-Amateuren wurde er 1964 und 1965 zu sechs Spielen in die deutsche Fußballnationalmannschaft der Amateure berufen. Seinen Einstand hatte er am 2. Mai 1964 in Bamberg beim Spiel gegen Frankreich. Zusammen mit Bernd Dörfel bildete er dabei den rechten Flügel. Sein letzter Einsatz im Team der DFB-Amateure datiert am 2. Juni 1965 beim 4:2-Erfolg in Winschoten gegen Holland. Zur Runde 1965/66 unterschrieb er zusammen mit seinen Mannschaftskameraden Rolf Schwartau und Dieter Strauß einen Lizenzvertrag beim HSV und rückte damit in den Bundesligakader auf. Debütiert hatte er dort bereits am 18. März 1964, noch als Amateur, im Europacupspiel bei Olympique Lyon.

### Bundesliga beim Hamburger SV, 1965 bis 1973

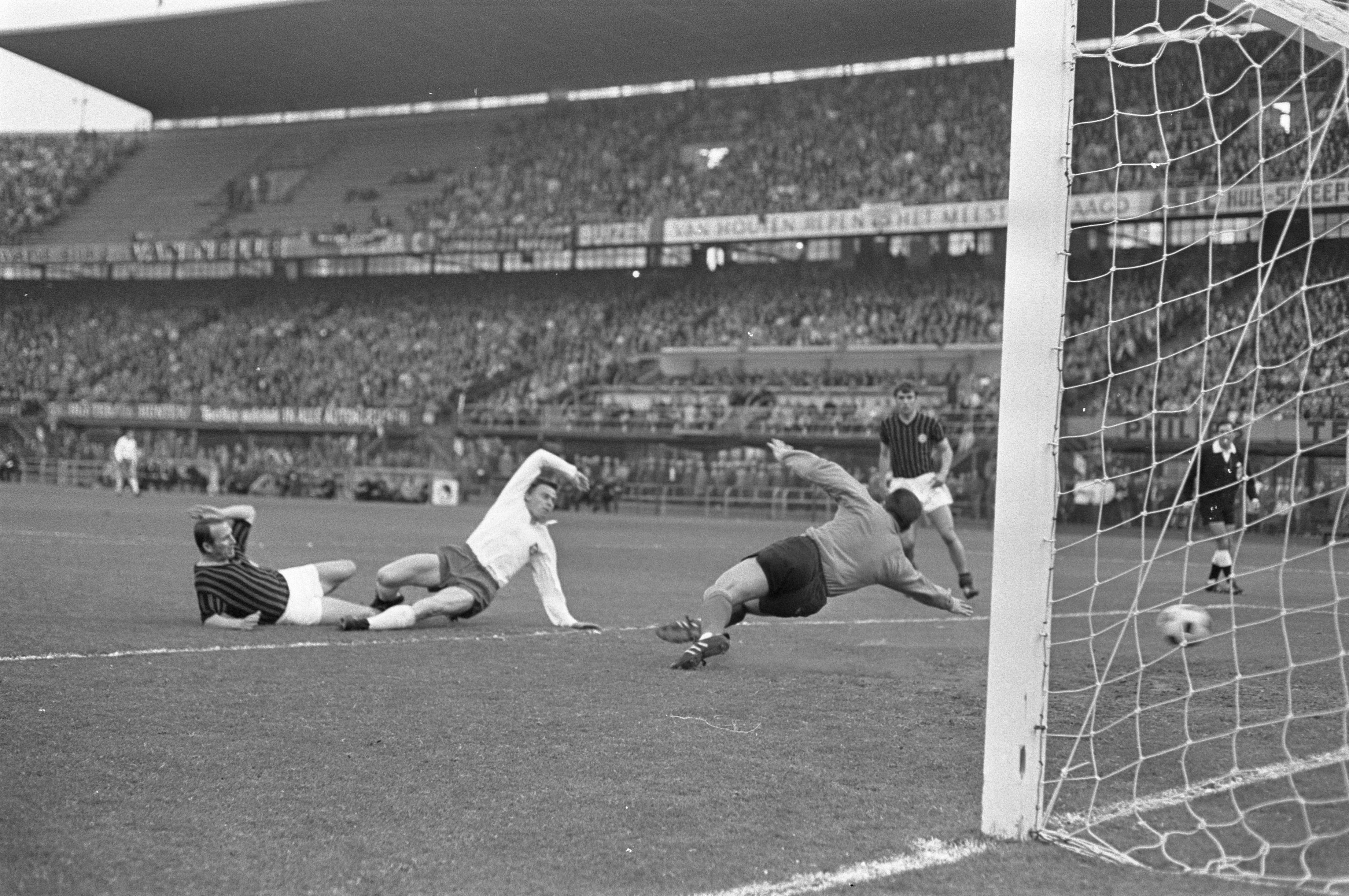
Helmut Sandmann (im weißen Trikot) im Europapokalfinale 1968

Am zehnten Spieltag der Runde 1965/66, am 23. Oktober 1965, brachte ihn der damalige HSV-Trainer Georg Gawliczek erstmals zum Einsatz. Er spielte bei der 0:5-Niederlage beim 1. FC Nürnberg am rechten Flügel. Das Debüt mit seinem langjährigen Verteidigerpartner Jürgen Kurbjuhn fand mit Beginn der Rückrunde beim Heimspiel am 9. Januar 1966 gegen Borussia Neunkirchen statt. In seiner ersten Saison in der Bundesliga absolvierte er 18 Spiele für den HSV. Von Beginn der zweiten Saison gehörte er der Stammformation an. Im DFB-Pokal setzte sich die Mannschaft gegen Altona 93, 1. FC Köln, Offenbacher Kickers und im Halbfinale gegen Alemannia Aachen durch und zog somit in das Finale am 10. Juni 1967 in Stuttgart gegen den FC Bayern München ein. Dem Bayern-Sturm mit Nafziger, Ohlhauser, Gerd Müller, Koulmann und Brenninger waren die Hamburger aber nicht gewachsen und verloren klar mit 0:4 Toren. Durch den vorherigen Erfolg der Münchner am 31. Mai 1967 in Nürnberg gegen Glasgow Rangers im Finale des Europa-Cup war der HSV aber trotz der Niederlage für den EC-Wettbewerb der Runde 1967/68 qualifiziert. Über Randers Freja, Wisla Krakau und Olympique Lyon spielten sich die Mannen um Helmut Sandmann im Europa-Cup der Pokalsieger 1968 in das Halbfinale gegen Cardiff City. Im Heimspiel gegen die Waliser zeichnete sich der Verteidiger am 24. April vor 64.000 Zuschauern durch den 1:1-Ausgleichstreffer aus. Franz-Josef Hönig erzielte in der 91. Spielminute im Rückspiel den Siegtreffer zum 3:2-Auswärtserfolg. Finalgegner war am 23. Mai in Rotterdam der AC Mailand, der im Halbfinale den Titelverteidiger Bayern München ausgeschaltet hatte. Trainer Nereo Rocco führte die „Rossoneri“ zu einem verdienten 2:0-Finalerfolg gegen den Hamburger SV. Für Sandmann war die Runde aber noch nicht zu Ende, der DFB setzte ihn beim Länderspiel der Juniorennationalmannschaft U 23 am 3. Juni 1968 in Kassel gegen England in der Verteidigung ein.
In der Bundesliga kam der Verteidiger letztmals am 5. Mai 1973 beim Spiel gegen Werder Bremen als Einwechselspieler zum Einsatz.

### HSV Barmbek-Uhlenhorst, 1973 bis 1975
Zur Runde 1973/74 wechselte Sandmann zu BU in die Regionalliga Nord. Die „Blau-Gelben“ kamen am Rundenende auf dem fünften Tabellenplatz ein und der Neuzugang vom HSV hatte dabei 35 von 36 Verbandsspiele bestritten. Die Abwehr hatte nur 38 Treffer zugelassen, die Offensive aber auch nur 48 Tore erzielt, dadurch konnte eine noch bessere Platzierung nicht erreicht werden, die Aufnahme in die neue 2. Bundesliga-Nord zur Runde 1974/75 war aber klar. Den sofortigen Abstieg konnte auch Sandmann durch seine Leistung in 36 Spielen nicht verhindern. Damit endete die höherklassige Laufbahn des ehemaligen Jugendnationalspielers.

### TSV Wandsbek-Jenfeld / Wandsbeker TSV Concordia, seit 1996
Von August 1996 bis Juni 2018 spielte Helmut Sandmann noch aus purem Spaß am Fußball und der Geselligkeit in der Superseniorenmannschaft des Wandsbeker TSV Concordia (anfangs noch TSV Wandsbek-Jenfeld) in Hamburg. Als Abwehrchef konnte er hier bei den Oldies (älter als 60 Jahre) seine Erfahrungen und sein Können einbringen.
Auch in der HSV-Altliga (Prominentenmannschaft) ist Helmut Sandmann noch regelmäßig aktiv.